# 금융 자본
금융 자본(金融資本)이란 독점적인 거대 산업자본과 은행자본이 결부함으로써 성립한 독점 자본을 말한다.
자본주의의 발전에 따라 은행을 그 대표로 하는 화폐자본의소유와 자본의 산업적 운용이 분리되어, 그와 함께 산업을 더욱 은행자본에의 의존을 강화하고 이 일이 또한 앞의 분리를 더욱 발전시킨다.

## 같이 보기
- 금융자본주의

## 참고 자료
- 이 문서에는 다음커뮤니케이션(현 카카오)에서 GFDL 또는 CC-SA 라이선스로 배포한 글로벌 세계대백과사전의 내용을 기초로 작성된 글이 포함되어 있습니다.